# Monsanto (Idanha-a-Nova)
Monsanto (ou Monsanto da Beira) é uma vila portuguesa que foi sede da Freguesia de Monsanto do Município de Idanha-a-Nova, que pertenceu à antiga província da Beira Baixa e integra atualmente a sub-região da Beira Interior Sul da Região do Centro, freguesia que tinha 131,95 km² de área e 829 habitantes (2011) e, portanto, uma densidade populacional de 6,3 hab/km².
A Freguesia de Monsanto foi extinta (agregada) em 2013, no âmbito de uma reforma administrativa nacional, para, em conjunto com a Freguesia de Idanha-a-Velha, formar uma nova freguesia denominada União das Freguesias de Monsanto e Idanha-a-Velha da qual é a sede.
A povoação de Monsanto havia sido elevada à categoria de vila em 1927.
Foi sede de concelho entre 1174 e 1853. Este era constituído pelas freguesias da sede: Aldeia de João Pires, Aldeia do Salvador e Toulões. Tinha, em 1801, 2139 habitantes.

## População
| População da freguesia de Monsanto | População da freguesia de Monsanto | População da freguesia de Monsanto | População da freguesia de Monsanto | População da freguesia de Monsanto | População da freguesia de Monsanto | População da freguesia de Monsanto | População da freguesia de Monsanto | População da freguesia de Monsanto | População da freguesia de Monsanto | População da freguesia de Monsanto | População da freguesia de Monsanto | População da freguesia de Monsanto | População da freguesia de Monsanto | População da freguesia de Monsanto |
| ---------------------------------- | ---------------------------------- | ---------------------------------- | ---------------------------------- | ---------------------------------- | ---------------------------------- | ---------------------------------- | ---------------------------------- | ---------------------------------- | ---------------------------------- | ---------------------------------- | ---------------------------------- | ---------------------------------- | ---------------------------------- | ---------------------------------- |
| 1864                               | 1878                               | 1890                               | 1900                               | 1911                               | 1920                               | 1930                               | 1940                               | 1950                               | 1960                               | 1970                               | 1981                               | 1991                               | 2001                               | 2011                               |
| 1 746                              | 1 853                              | 2 057                              | 2 574                              | 2 886                              | 2 704                              | 3 078                              | 3 689                              | 3 846                              | 3 541                              | 2 691                              | 1 951                              | 1 443                              | 1 160                              | 829                                |

## Localidades anexas
Além da vila, a Freguesia de Monsanto englobava ainda as seguintes povoações:
- Adingeiro
- Carroqueiro
- Lagar Maria Martins
- Lagar de Água
- Lagar de Junho
- Torre
- Relva
- Devesa
- Carriçal
- Afonsoeanes
- Carro  Quebrado
- Cidral
- Monsantela
- Valado
- Barreiro
- Eugénia
- Fonte do Carvalho
- Amial
- Pomar

## História

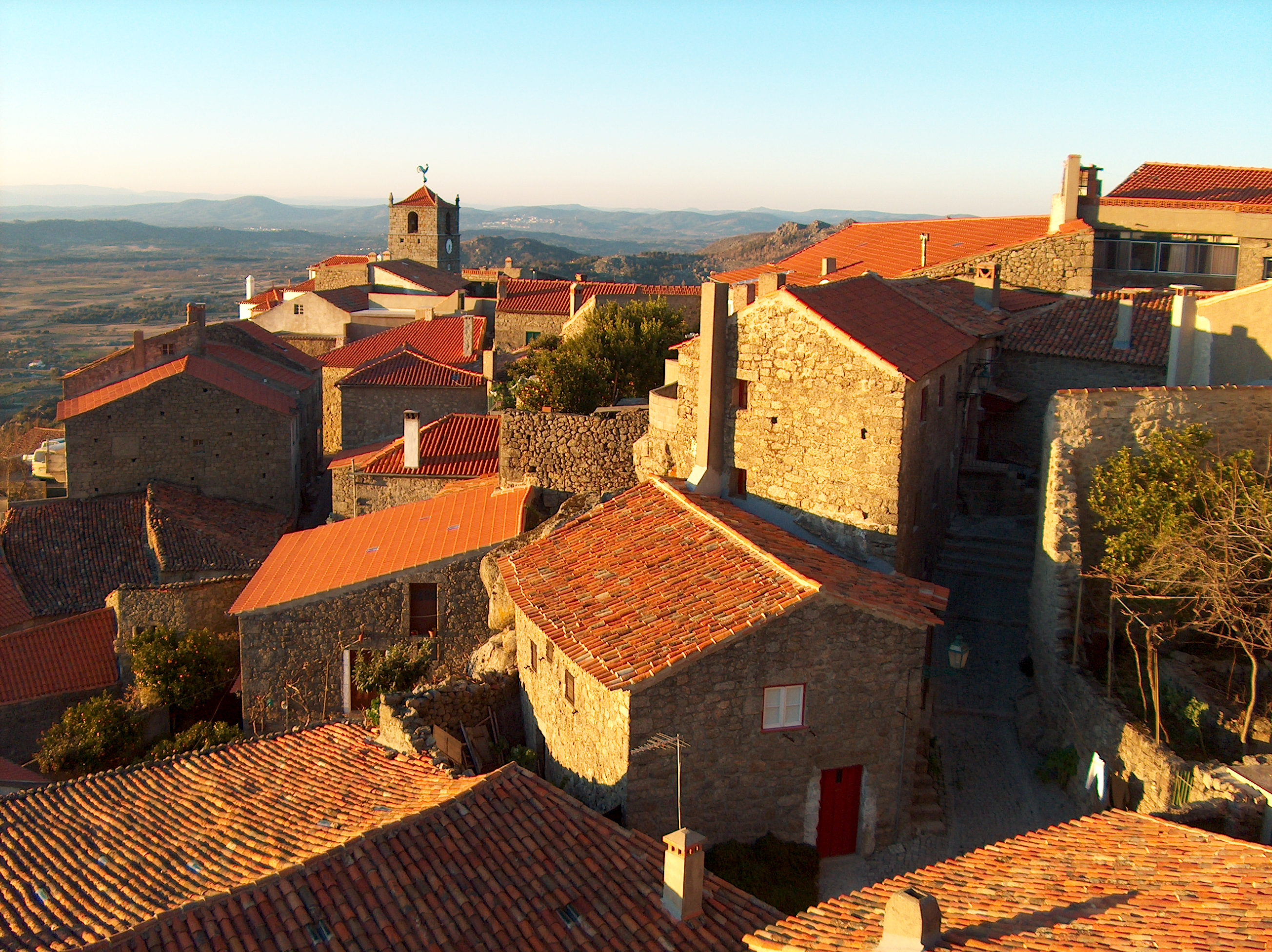
Vista da aldeia histórica com suas casas graníticas.

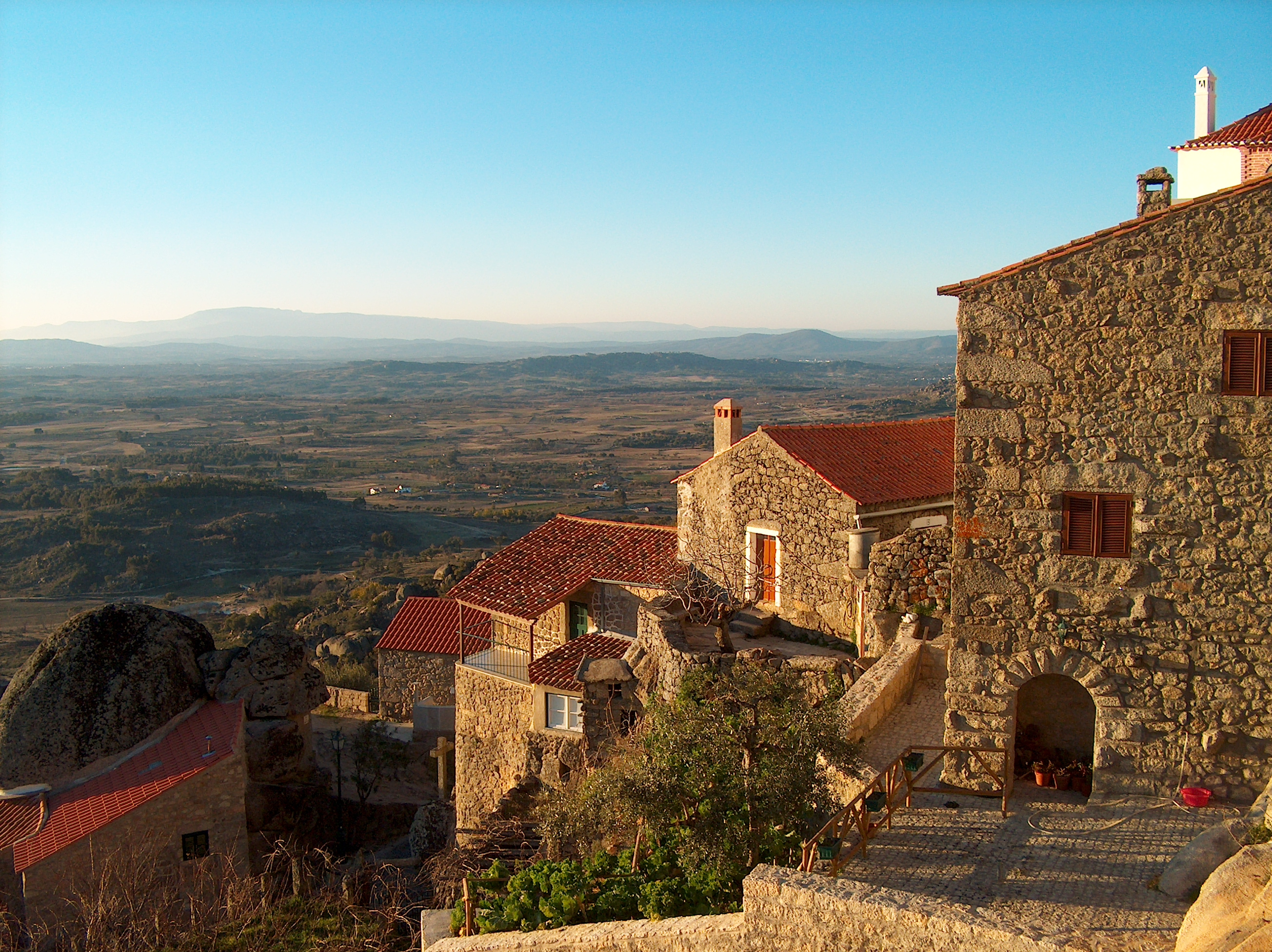
Monsanto e a vista sobre os arredores da aldeia histórica.

Monsanto avista-se na encosta de uma grande derrapagem escarpada, designada de o Pelourinho de Monsanto (Mons Sanctus). Situa-se a nordeste de Guarda e irrompe repentinamente do campo. No ponto mais alto, o seu pico atinge os 100 metros. A presença humana neste local data desde a era de Dom Afonso Henriques. A arqueologia diz-nos que o local foi habitado pelos bárbaros, no sopé do monte. Também existem vestígios da passagem visigótica e árabe. Os mouros seriam derrotados por Dom Afonso Henriques. Em 1165, o lugar de Monsanto foi doado ao rei de Portugal que, sob orientações de Gualdim Pais, mandou construir o Castelo de Monsanto. O foral foi concedido pela primeira vez em 1174 pelo Rei de Portugal e rectificado, sucessivamente, por Dom Sancho I (em 1190) e Dom Afonso II (em 1217).
“O castelo de robusta construção, foi mandado construir por D. Gualdim Paes de Marecos, Grão Mestre dos Templários em 1239”

Foi Dom Sancho I quem repovoou e reedificou a fortaleza que, entretanto, fora destruída nas lutas contra o Reino de Leão. Seriam novamente reparadas, um século mais tarde, pelos Cavaleiros Templários.
Em 1308, o rei Dom Dinis deu Carta de Feira. Em 1510, seria o rei Dom Manuel I a entregar de novo foral e concedendo à aldeia a categoria de vila.
Em meados do século XVII, Luis de Haro y Guzmán (ministro de Filipe IV de Espanha), tenta cercar Monsanto, mas sem sucesso. No século XVIII, o Duque de Berwick também cerca Monsanto, mas o exército português, comandado pelo Marquês das Minas, derrota o invasor nas difíceis escarpas que se erguem até ao castelo. Monsanto foi sede de concelho no período 1758-1853. Em 1815 um grave acidente, provocado por um raio, destruiu o seu castelo medieval, pela explosão do paiol de munições.
Em 1927 a localidade foi de novo elevada à categoria de vila.
Em 1938, ganhou o título de "Aldeia mais portuguesa de Portugal", exibindo o Galo de Prata, troféu da autoria de Abel Pereira da Silva, cuja réplica permanece até hoje no cimo da Torre do Relógio ou de Lucano. Um pouco por toda a parte, foram depois colocadas réplicas do Galo de Prata, quer em igrejas, torres ou outros monumentos de todo o país.

Foi recentemente escolhida como um dos cenários de filmagem de "House of the Dragon", a prequela da famosa série "A Guerra dos Tronos".

## Património

### Arquitectura religiosa

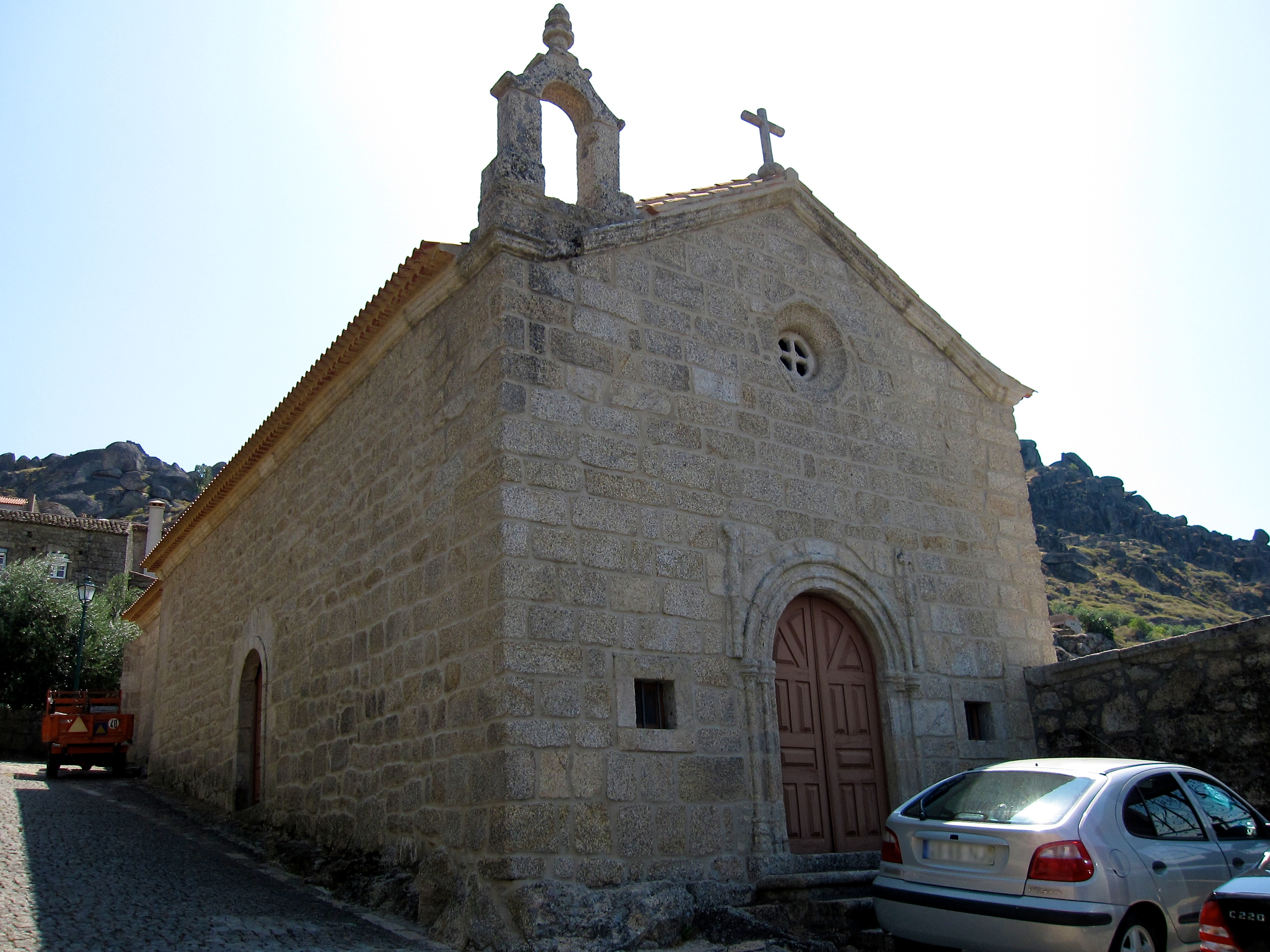
Capela de Santo António

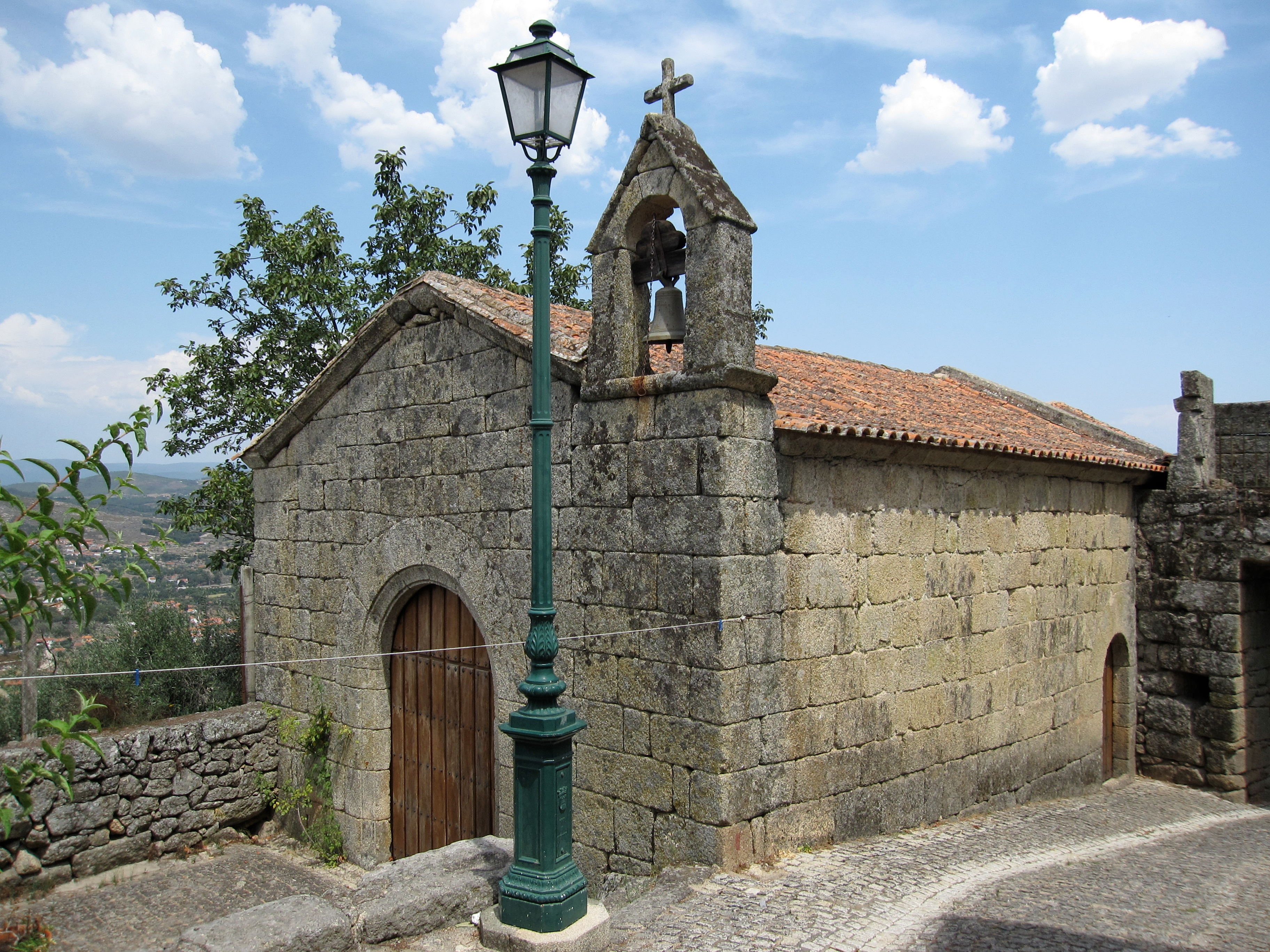
Capela do Espírito Santo

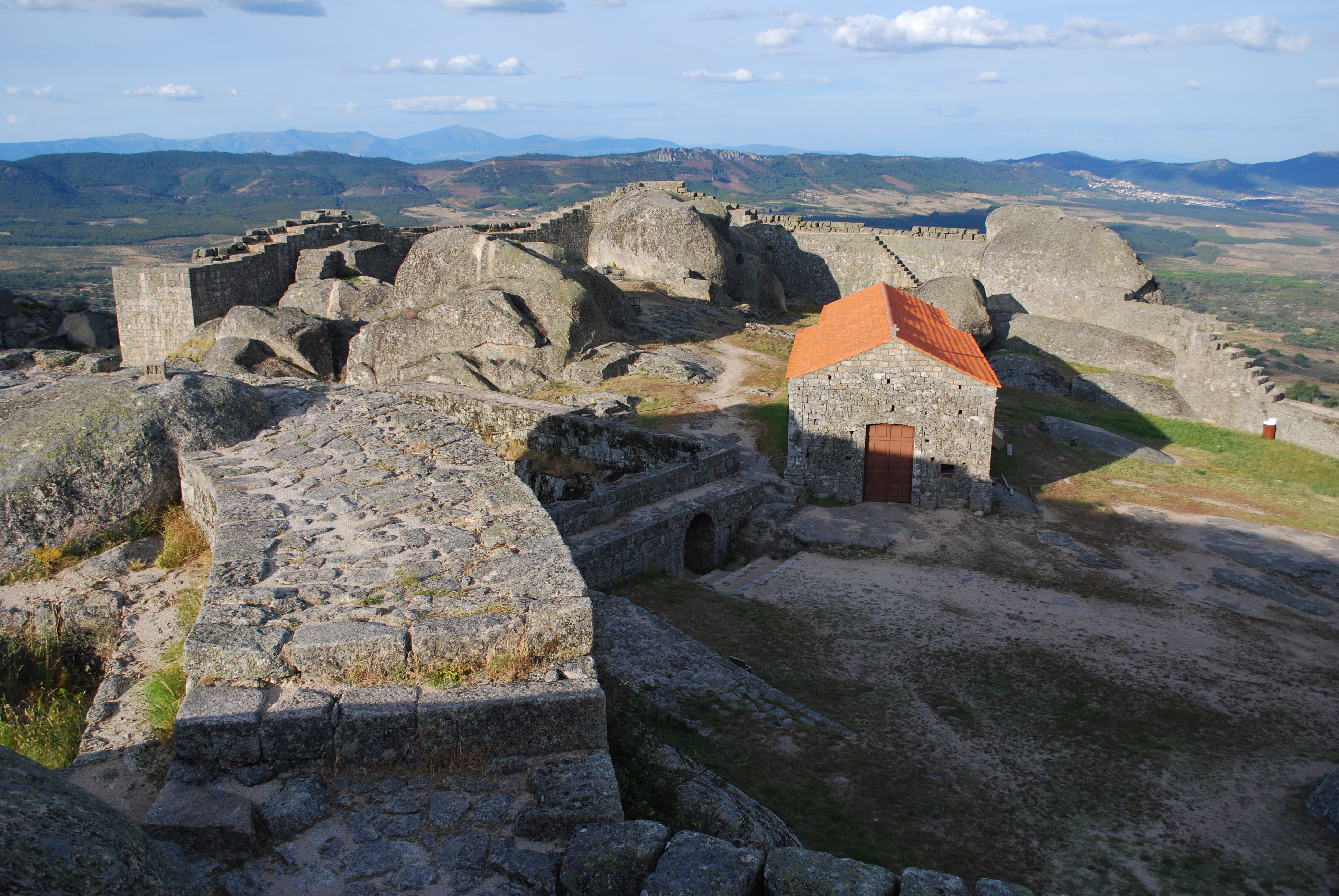
Capela de Santa Maria do Castelo

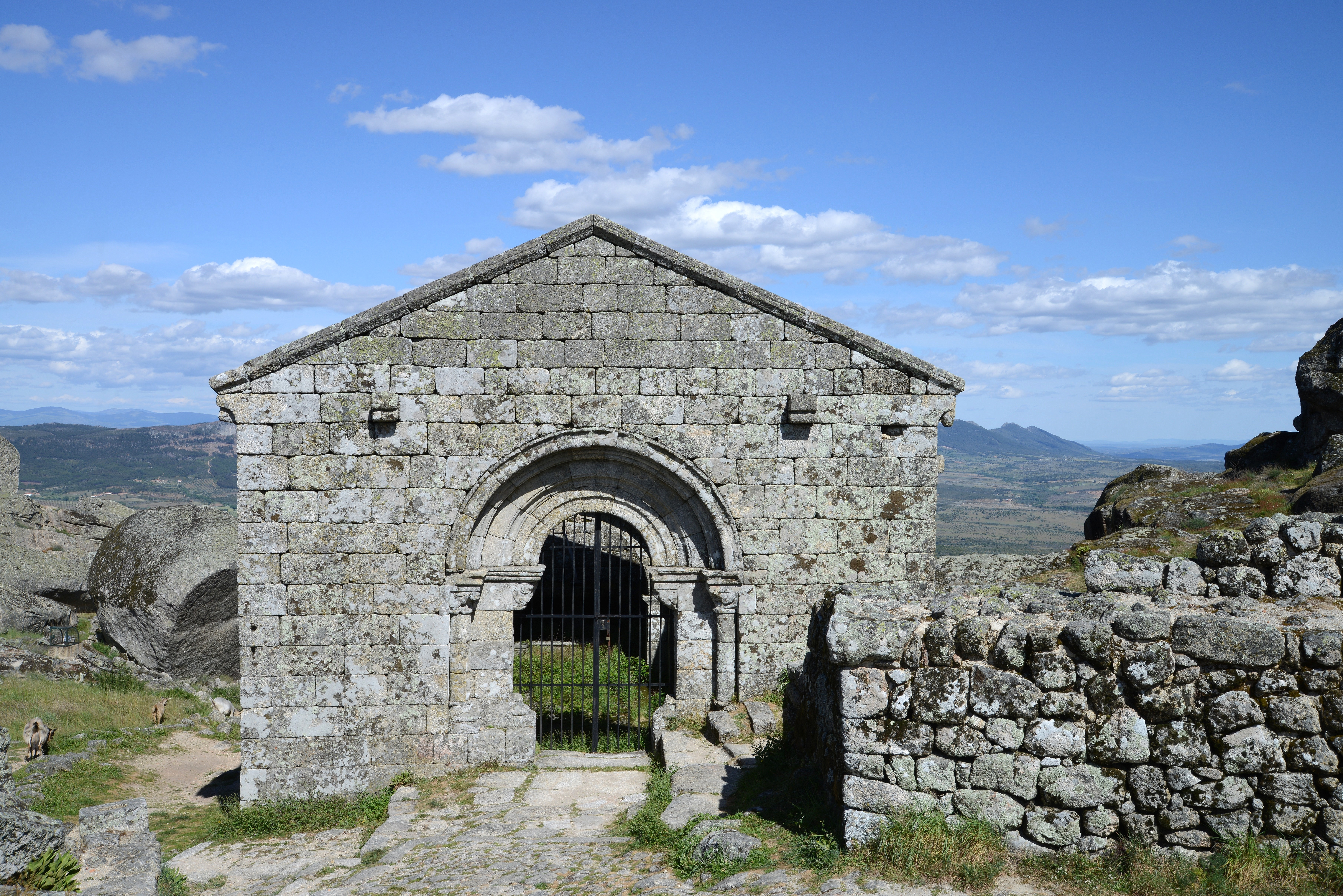
Capela de São Miguel do Castelo

- Capela de São João Baptista (Ruínas)
- Capela de São Pedro de Vir à Corça (ou Capela de São Pedro de Vira-Corça)
- Capela da Senhora da Azenha
- Capela da Senhora do Pé da Cruz
- Capela de Santa Maria do Castelo
- Capela de Santo António
- Capela de São José
- Capela de São Miguel do Castelo
- Capela de São Sebastião
- Capela do Espírito Santo
- Igreja da Misericórdia

### Arquitectura militar
- Castelo e muralhas de Monsanto[12]

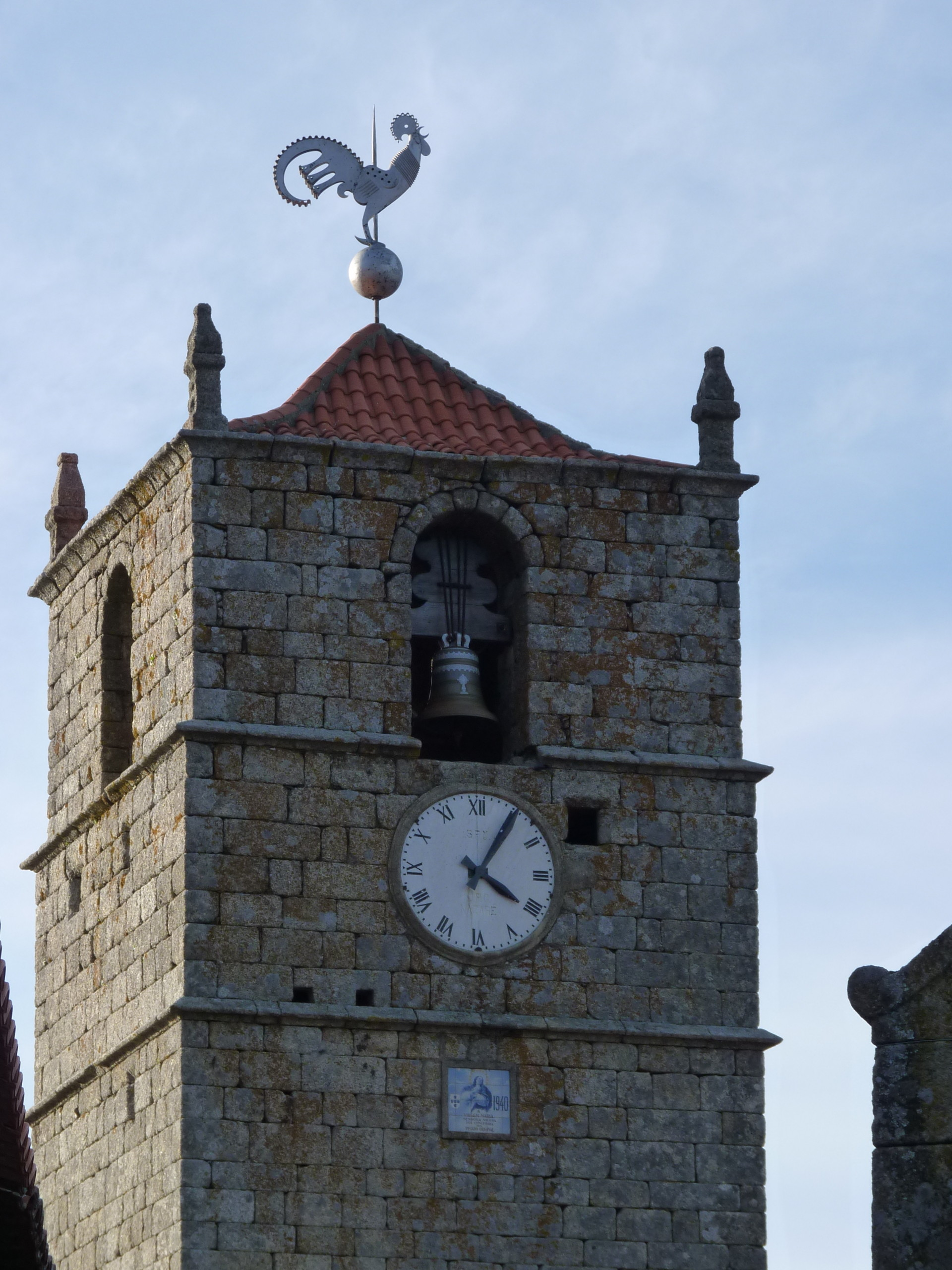
A Torre de Lucano (ou Torre do Relógio de Monsanto).

- Torre de Lucano (ou Torre do Relógio de Monsanto)

### Arquitectura civil pública
- Fonte Ferreiro
- Chafariz do Meio e Chafariz da Fonte Nova
- Pelourinho de Monsanto[13]
- Forno
- Cisternas
- Antiga adega
- Banco da paciência

### Arquitectura civil privada
- Pousada de Monsanto
- Solar dos Pinheiros e Chafariz Mono
- Solar da Família do Marquês da Graciosa (Posto de Turismo do Monsanto)
- Solar da Família Melo ou Solar dos Condes de Monsanto
- Solar da Família Pinheiro ou Solar da Fonte do Mono
- Solar dos Priores de Monsanto
- Casa de Fernando Namora
- Antigo consultório de Fernando Namora
- Casa seiscentista (1628)
- Casa dos Governadores

### Outros
- Estação arqueológica romana de São Lourenço
- Aldeia Velha de Monsanto[7]

## Colectividades
- Adufeiras de Monsanto
- Rádio Clube de Monsanto
- Casa do Povo de Monsanto
- Associação de Amigos do Carroqueiro
- ACRAM – Associação Cultural Recreativa dos Amigos de Monsanto
- Associação Geo-Cultural e Mons Sanctus
- Associação de Caça e Pesca de Monsanto
- Associação Desportiva Recreativa e Cultural de Monsanto
- Rancho Folclórico de Monsanto
- Associação de Caçadores de Monsanto

## Personalidades
- Conde de Monsanto
- Maria Leonor Carvalhão Buescu
- Fernando Namora
- Prof. Dra. Manuela de Campos Milheiro
- Dr. Elias Martins Vaz
- Dra. Adelaide Salvado

## Gastronomia
- Cabrito assado no forno
- Beringelas guisadas
- Arroz de lebre